# Josef Kentenich
Josef (José) Kentenich (Gymnich, 18 de novembro de 1885 - Schoenstatt, 15 de setembro de 1968) foi um padre católico alemão. Foi o fundador do Movimento de Schoenstatt, movimento católico fundado em 1914 na localidade de Schoenstatt, cidade de Vallendar, próxima de Koblenz, Alemanha. 

## Biografia

### Infância
Nascido em 18 de novembro de 1885 em Gymnich, perto de Colônia, José é o filho de José e Catarina Kentenich Koep, fruto de um relacionamento fora do casamento. Com sua mãe aprendeu a devoção mariana. No entanto, a situação de extrema pobreza, com uma avó muito idosa e de saúde debilitada levam-na a deixar o seu filho de oito anos no orfanato São Vicente em Oberhausen (Alemanha), em 1894.
Esses anos de orfanato serão difíceis para a criança, com duas tentativas de fuga e numerosas travessuras. Mas ele conseguirá boas notas na escola e permanecerá profundamente marcado por sua consagração a Maria.

#### Ingresso no seminário
Em 1897, José exprime pela primeira vez o desejo de se tornar sacerdote. Dois anos depois, entra para o seminário menor de Ehrenbreitstein, dirigido pelos padres palotinos. Em 1904, passa ao noviciado dos Palotinos de Limburg an der Lahn.

### Sacerdócio

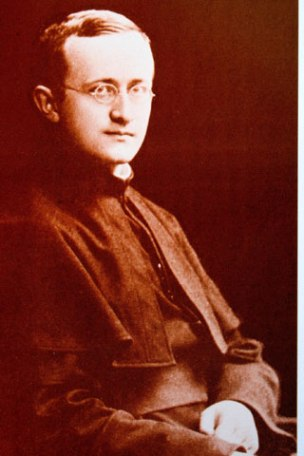
Pe. Kentenich, quando de sua ordenação sacerdotal

Admitido à profissão religiosa em 1909, Kentenich é ordenado sacerdote em Limburg an der Lahn, no dia 8 de julho de 1910. Seu sonho de ir para a África como missionário não pode ser realizado por haver adquirido a tuberculose.
Foi inicialmente professor no Seminário Menor de Ehrenbreistein e, em seguida, de 1912 a 1919, Diretor Espiritual no Seminário Menor dos Padres Palotinos em Vallendar-Schoenstatt, perto de Koblenz. Seu carisma como educador se manifesta logo nos primeiros anos de seu sacerdócio.

#### Capelão
Nesse período, uma tempestade agitava o seminário de Vallendar-Schoenstatt: os estudantes protestavam contra o novo regulamento interno, considerado por eles demasiadamente severo; as paredes são grafitadas com mensagens de protesto. Dois padres encarregados pela direção espiritual dos seminaristas renunciam. É neste ambiente que o jovem padre José Kentenich é chamado para ocupar esse cargo e restaurar a confiança dos seminaristas.

### Fundação do Movimento de Schoenstatt

#### O começo: a "Aliança de Amor" com Maria
Com alguns de seus alunos, em 18 de outubro de 1914, o Padre Kentenich iniciava o que seria mais tarde considerado o primeiro marco da fundação da Obra de Schoenstatt. Na antiga capela de São Miguel, então abandonada e utilizada como depósito de ferramentas, um grupo de cerca de vinte seminaristas sela com a Virgem Maria um pacto que ele viria mais tarde a chamar de "Aliança de Amor", considerado um contrato bilateral entre duas partes contratantes. Cada membro do grupo concorda em abandonar-se inteiramente à Mãe de Deus e deixar-se guiar por ela durante toda sua vida.

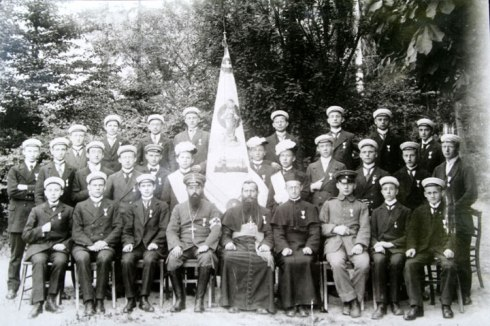
O Pe. Kentenich com a Congregação Mariana de Schoenstatt, em outubro de 1914

Por seu lado, os jovens seminaristas compreenderam suas intenções e trabalharam durante os duros anos da Primeira Guerra Mundial. Entre estes, o Servo de Deus José Engling, morto em 4 de outubro de 1918, por uma granada no norte da França, em Thun-Saint-Martin; o Pe. Kentenich o indicará como modelo.

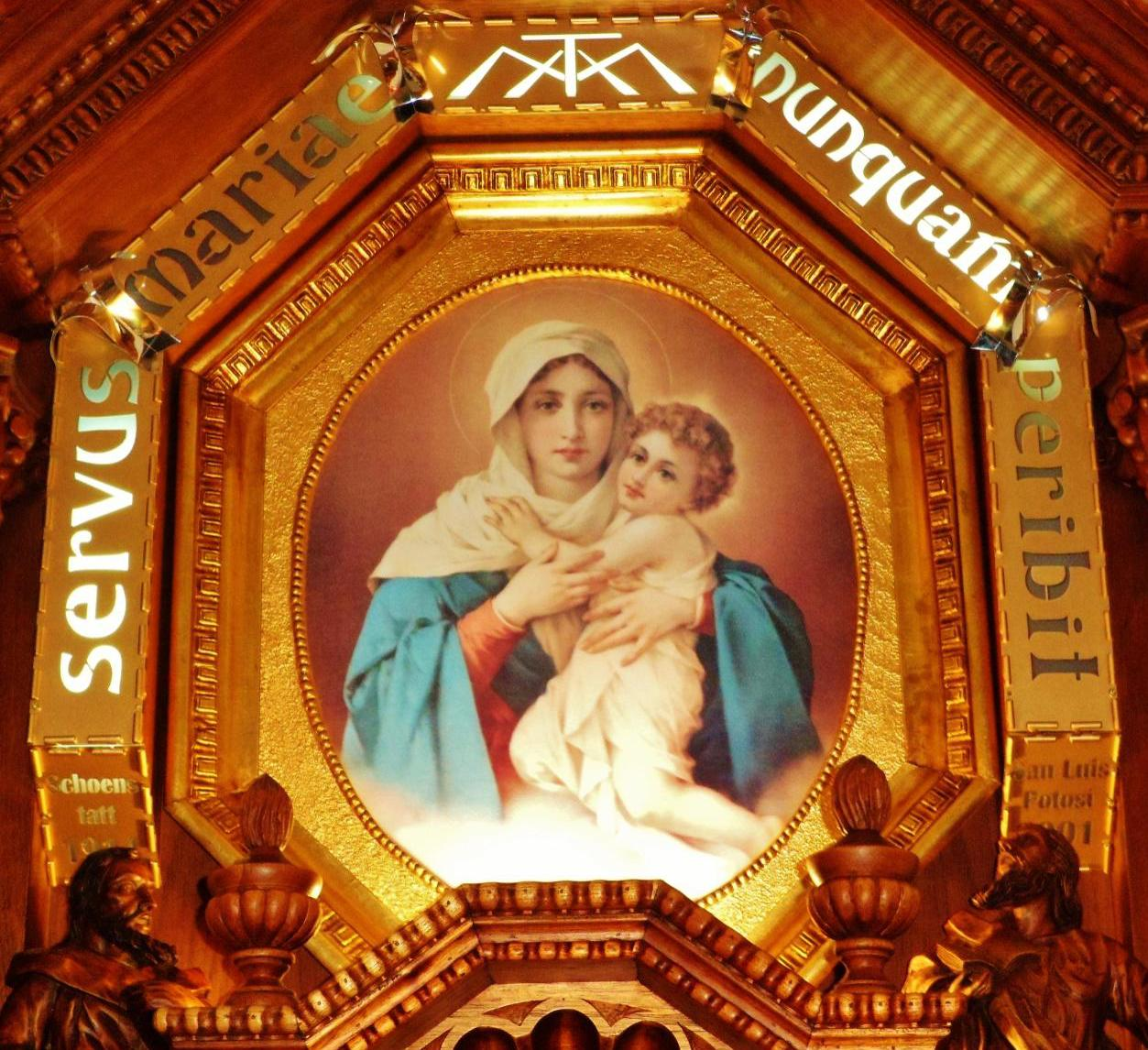
A imagem chamada Mater Ter Admirabilis, entronizada em Schoenstatt em 1915 e presente em todos os Santuários de Schoenstatt do mundo

Em abril de 1915, um professor presenteia ao Padre Kentenich uma reprodução de uma gravura de Nossa Senhora tendo ao colo Jesus menino, pintada por Luigi Crosio, sob o título "Refugium Peccatorum". Apesar do reduzido valor artístico da obra, ele entroniza essa imagem no altar da capelinha. Reverenciada como Mater Ter Admirabilis (Mãe Três Vezes Admirável), ela será colocada em todas as casas e santuários do Movimento de Schoenstatt. Durante a guerra, uma revista sob esse patrocínio é enviada para os jovens que lutam na frente de batalha.

#### O desenvolvimento da Obra
O projeto expandiu-se rapidamente após a Primeira Guerra Mundial, englobando diversas categorias de pessoas, as quais são estruturadas em ligas, uniões e institutos seculares.

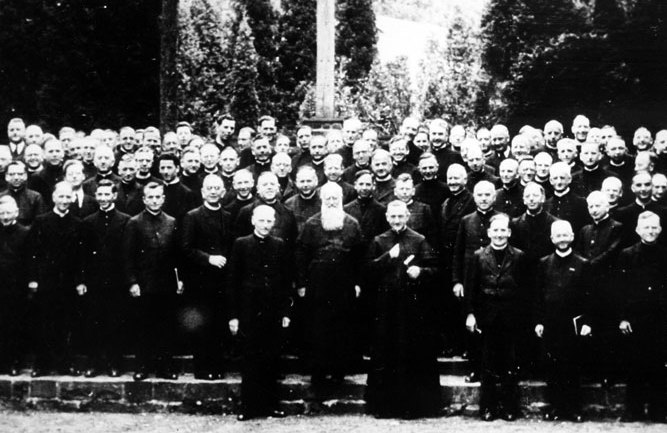
Um retiro para sacerdotes pregado pelo Pe. Kentenich em Schoenstatt

O Pe. Kentenich passa a percorrer toda a Alemanha, Áustria, Tchecoslováquia e Suíça, para pregar retiros e sessões de formação. Entre 1928 e 1935, a cada ano mais de 2.000 sacerdotes participam de suas conferências, sem contar os participantes leigos.

### Batalha contra o nazismo

#### Prisão pela Gestapo
Kentenich observa com preocupação o crescimento do nazismo. Em 1933, quando os nazistas tomam o poder na Alemanha e são fechados diversos conventos, ele não tardou em enviar grupos de religiosas para a África do Sul, Brasil, Argentina, Chile e Uruguai a fim de permitir o Movimento de sobreviver caso a perseguição da Igreja na Alemanha aumentasse.
Padre Kentenich diz sobre a suástica: "Para nós, é a Cruz de Cristo que devemos seguir". E sobre o nazismo, "Não vejo nenhum lugar por onde aí poderia passar a água do batismo".
Após diversas ameaças e vexações, no dia 20 de setembro de 1941, Kentenich é convocado pela Gestapo; ele é acusado pelo teor de uma frase, pronunciada em privado, mas denunciada por um delator: "Minha missão é revelar o vazio interior do nacional-socialismo, a fim de assim poder derrotá-lo." A polícia aprisiona o religioso durante um mês em um quarto sem ventilação. Padre Kentenich é mantido por quatro semanas nesse bunker escuro e sem ar, que era antes o cofre de uma filial do Reichsbank. É daí transferido fisicamente debilitado, para a prisão de Koblenz, um antigo convento carmelita, onde passa outros 5 meses.

#### Enviado para o campo de concentração de Dachau

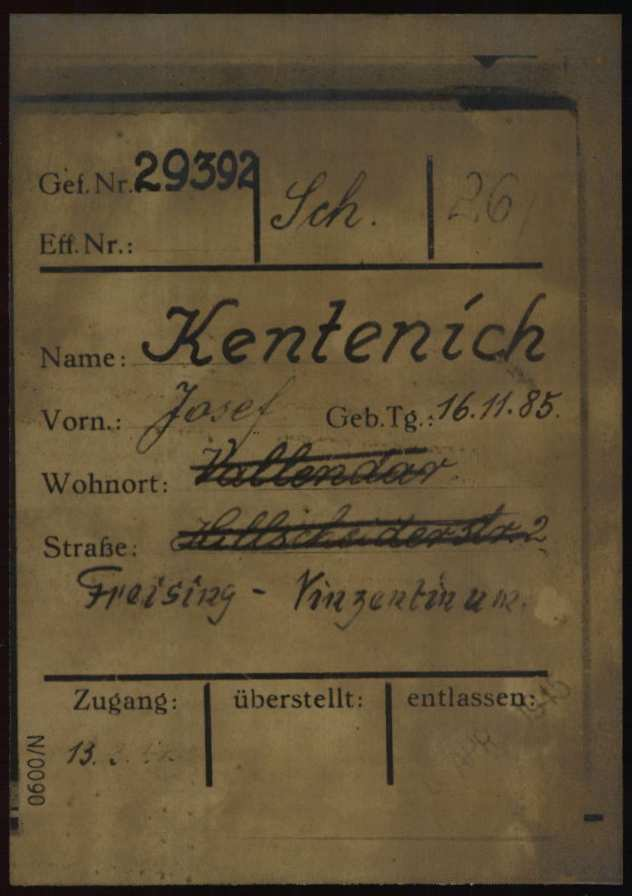
Cartão de registo de Josef Kentenich como prisioneiro no campo de concentração nazi de Dachau

Em março de 1942, o Padre Kentenich é enviado ao campo de concentração de Dachau, justo no momento em que as condições de vida nesse campo estavam em franca deterioração. Dos 12.000 presos, existem 2.600 sacerdotes. Ele é o prisioneiro n. 29.392. Os alemães são agrupados em um bloco onde eles têm o direito de assistir à missa celebrada diariamente por um deles; somente no dia 19 de março de 1943, Kentenich poderá celebrar sua primeira missa no campo de concentração. À cada noite ele apresenta uma palestra sobre algum tema espiritual a seus companheiros prisioneiros, graças à proteção do "kapo" (prisioneiro chefe do bloco) Guttmann. Guttmann vai salvar a vida do fundador de Schoenstatt, destinado à câmara de gás por causa de sua saúde debilitada: no dia da visita de seleção por um médico da SS, Kapo Guttmann esconde o Padre Kentenich. Após isso, ele é designado ao grupo de desinfecção, podendo circular dentro do campo.

#### A fundação da Obra Internacional de Schoenstatt em Dachau
Em 16 de julho de 1942, foram criados dois novos ramos de Schoenstatt em Dachau, sob a responsabilidade de dois leigos prisioneiros: o Instituto Secular das Famílias e o Instituto dos Irmãos de Maria. Transferidos várias vezes a  outros blocos, Kentenich recomeça a cada vez o seu apostolado. Durante os últimos três meses de 1944, o endurecimento do regime nazista e as epidemias causam a morte de dez mil prisioneiros em Dachau. É neste ponto que Padre Kentenich funda com um grupo de discípulos a Obra Internacional, estendendo a fundação de Schoenstatt no mundo inteiro. Ele escreve diversos tratados de espiritualidade, orações e um poema de mais de 20.000 versos. Em dezembro de 1944, Dom Gabriel Piguet, um bispo francês prisioneiro no campo, ordena sacerdote um seminarista de Schoenstatt, o Beato Carlos Leisner. Doente de tuberculose e muito enfraquecido, ele só conseguirá celebrar uma missa antes de morrer.
Em 6 de abril de 1945, com a chegada dos americanos, os prisioneiros são libertados. No dia 20 de maio, dia de Pentecostes, o Padre Kentenich regressa a Schoenstatt. Ele retorna imediatamente ao seu trabalho; visando estabelecer uma barreira contra dois perigos que ele enxerga: o comunismo no Leste, e o materialismo prático no Ocidente. Os Padres Alberto Eise, morto doente em Dachau e Franz Reinisch, executado pelos nazistas, serão invocados como protetores celestiais por todos os membros do Movimento.

### Desenvolvimento Internacional da Obra

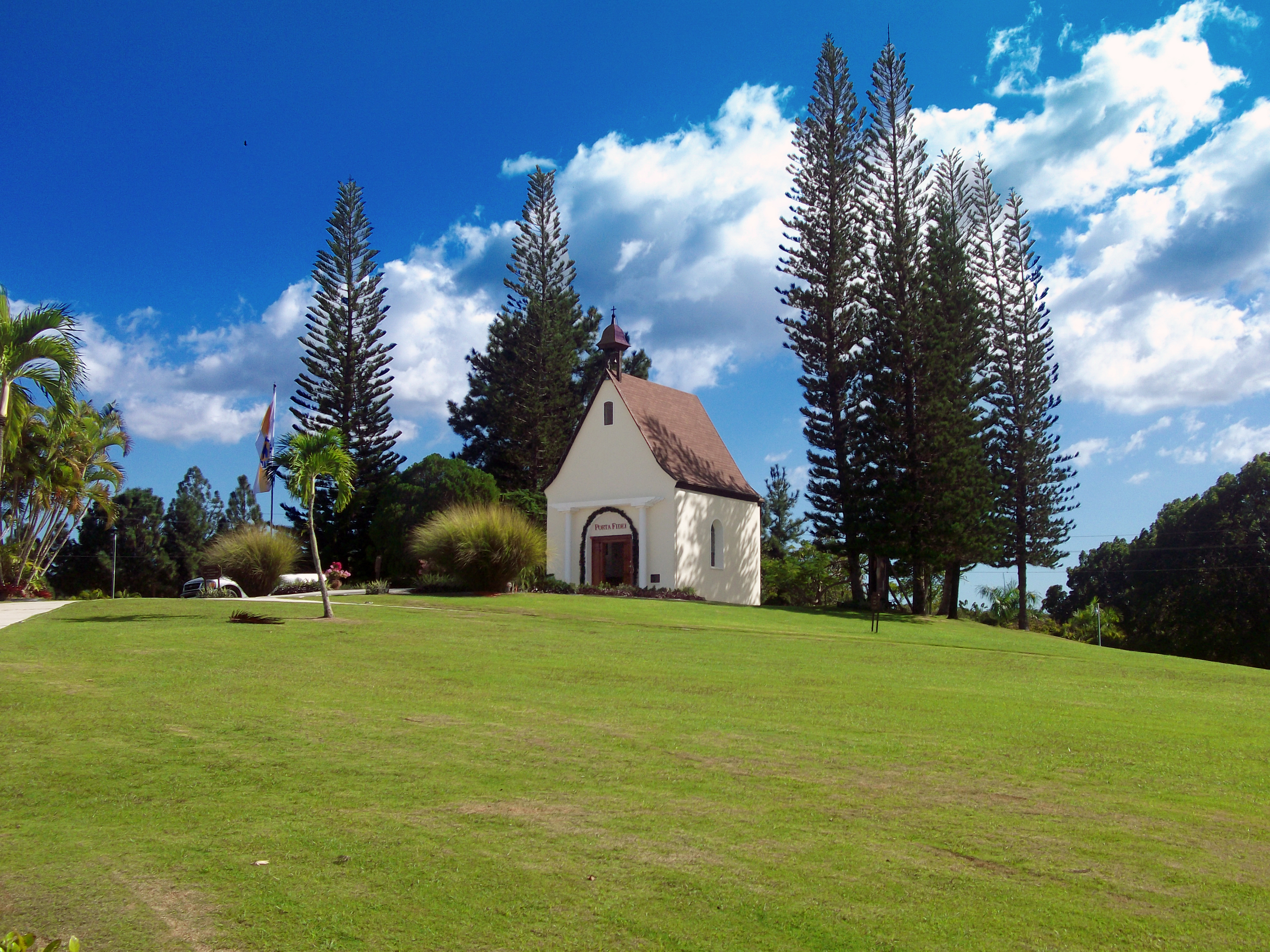
Um dos mais de 100 Santuários de Schoenstatt construídos pelo mundo

Em março de 1947, o Padre Kentenich, é recebido em audiência privada pelo Papa Pio XII, e agradece ao Papa pela publicação, dois dias antes, da Constituição Apostólica Provida Mater Ecclesia, que cria os Institutos Seculares.
Em outubro de 1948, a Santa Sé erige em Instituto Secular as Irmãs de Maria de Schoenstatt. Ao mesmo tempo, o fundador viaja ao, Brasil, Chile, Argentina e Uruguai, à África e os Estados Unidos, para a implantação de sua Obra, com a construção de réplicas do Santuário de Schoenstatt, de casas de retiro e casas de religiosas.

### Exílio
No entanto, as oposições continuam a se manifestar contra o Movimento. O bispo de Tréveris, em cuja diocese está localizado Schoenstatt, ordena uma visita canônica. Elogioso no geral, no entanto o relatório do visitador faz algumas críticas menores às quais o Padre Kentenich é convidado a responder. Ele se sente obrigado em elevar o debate, escrevendo um longo documento sobre a Obra de Schoenstatt, que é apresentada como uma cura para a doença do pensamento ocidental, o idealismo.
Sua resposta irritou o Visitador Apostólico, que envia o caso para o Santo Ofício em Roma. Em 1951, o Pe. Tromp, jesuíta holandês, foi nomeado inspetor apostólico com amplos poderes. Desconcertado pela terminologia pouco convencional utilizada pelo Padre Kentenich, ele o considera um agitador, um inovador e mesmo um sectário. Depois de removê-lo de todas as suas funções na direção da Obra, ele o transfere ao convento dos Palotinos de Milwaukee (Estados Unidos); toda a correspondência com os responsáveis pela obra lhe é proibida.
Mais de três décadas depois, quando foram ouvidas testemunhas para uma possível beatificação de Kentenich, um padre de 78 anos declarou: "José Kentenich nunca recebeu qualquer ato oficial de acusação. Ele não tinha advogado oficial e nunca foi levado perante um juiz, muito menos diante de uma denúncia ou de uma testemunha." Seu exílio durou quatorze anos.
Em 1953, o Papa Pio XII, a quem lhe haviam sugerido esta medida, se recusa a dissolver Schoenstatt. Há todavia o problema do estatuto da Obra: deve ela ser integrada na Congregação dos Palotinos ou tornar-se autônoma? Os superiores da Ordem recomendam a primeira solução, mas outros palotinos pensam, como o Padre Kentenich, que Schoenstatt deve ser totalmente autônoma, sob pena de morrer. Em 1962, após a intervenção de vários bispos, o Papa São João XXIII confia a questão à Congregação dos Religiosos.
Em 1959, o Padre Kentenich é encarregado responsável da paróquia alemã de Milwaukee, região com muitos imigrantes dessa nação. 

### O fim do exílio
Em dezembro de 1963, Paulo VI nomeia o arcebispo de Münster, Dom Höffner, moderador e protetor de Schoenstatt. Um novo visitador apostólico é designado, o qual apresenta um relatório favorável. Em 1964, com aprovação unânime dos bispos alemães, um decreto papal pronuncia a separação de Schoenstatt dos Palotinos.
Em outubro de 1965, o Padre Kentenich é reintegrado na direção da Obra. Agora com oitenta anos, é recebido por Paulo VI alguns dias após o encerramento do Concílio Vaticano II.

#### Novos desenvolvimentos na Obra de Schoenstatt
No Natal de 1965, o Padre Kentenich é recebido com entusiasmo em Schoenstatt. Seu trabalho agora inclui cinco institutos seculares: os Padres de Schoenstatt, os Sacerdotes Diocesanos envolvidos, os Irmãos de Maria, as Irmãs de Maria, as Senhoras de Schoenstatt (leigas consagradas) e as Famílias. Também existem Uniões e Ligas de sacerdotes, leigos e famílias.
Ao longo dos últimos três anos de sua vida, apesar de sua idade avançada, o Padre Kentenich continuou trabalhando para o amadurecimento de sua obra. Através de diversas conferências, ele tomou uma posição clara e inequívoca face à confusão de certas doutrinas teológicas, assim como a uma crise de autoridade na Igreja.
Em um discurso no Congresso Anual dos Católicos Alemães, em 1967, o Padre Kentenich disse: "Estamos vivendo tempos apocalípticos ... Poderes celestiais e diabólicos se confrontam nesta terra ... Este afrontamento tem por objetivo o domínio do mundo; hoje isso é claramente visível". A solução é recorrer à Virgem Maria, "arma privilegiada nas mãos do Deus vivo".

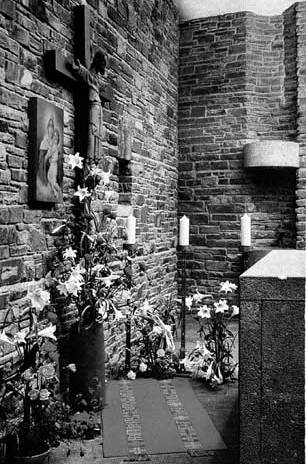
Túmulo do Pe. Kentenich na sacristia da Igreja da Adoração

### Falecimento
No dia 15 de setembro de 1968, o Padre Kentenich celebra a Missa na Igreja da Adoração, em Schoenstatt, inaugurada recentemente. Seiscentas Irmãs de Maria participaram da cerimônia. Ao retornar à sacristia para a oração de agradecimento logo após a Missa, o celebrante de repente tem um ataque cardíaco; ele recebe os últimos sacramentos e expira minutos depois.
Seus restos mortais estão sepultados na sacristia. Em seu túmulo figura, de acordo com seu desejo, a inscrição: Dilexit Ecclesiam (Ele amou a Igreja, Ef 5:25.), inspirada do epitáfio do Cardeal Gaspard Mermillod.

### Beatificação
Sua causa de beatificação foi aberta em 1975 pela Diocese de Tréveris. Em maio de 2022, o processo foi suspenso após alegações de que Padre Kentenich teria cometido uma série de abusos sexuais entre os anos de 1958 e 1962, enquanto residia nos Estados Unidos.

## Investigações sobre acusações de abuso sexual
Em julho de 2020, Alexandra von Teuffenbach, ex-professora da Pontifícia Universidade Lateranense e do Pontifício Ateneu Regina Apostolorum, alegou que Kentenich manipulou e coagiu membros da comunidade, especificamente das Irmãs de Maria de Schoenstatt, a condutas sexualmente inapropriadas. Von Teuffenbach citou acusações específicas encontradas em documentos dos arquivos da Congregação para a Doutrina da Fé depois que o Papa Francisco permitiu a consulta de documentos relativos ao pontificado de Pio XII. Ela também alegou que essas acusações foram a razão da investigação de Kentenich pelo Pe. Sebastiaan Tromp (Visitador Apostólico da Santa Sé), na década de 1950 e eventual separação do Movimento de Schoenstatt durante seu exílio de 1951 a 1965.
A possibilidade de abuso sexual ou psicológico foi veementemente negada pela Presidência Geral do Movimento de Schoenstatt. Em uma declaração formal, o movimento indicou que as alegações eram conhecidas há muito tempo e que o fato de Kentenich ter sido reintegrado do exílio pelo Vaticano em 1965 era evidência de que as alegações não eram consideradas verdadeiras. Também foi declarado que, na abertura do processo de beatificação de Kentenich, em 1975, um nihil obstat foi concedido pela Igreja e que este não teria sido concedido se as acusações previamente conhecidas tivessem qualquer fundamento.
As Irmãs de Maria de Schoenstatt também divulgaram sua própria declaração formal, rejeitando enfaticamente as acusações, e afirmaram que "gerações sucessivas de nossa comunidade vivenciaram o fundador como uma personalidade autêntica e credível". Também observaram que já estavam cientes das alegações feitas contra Kentenich e enfatizaram que, quando ele foi reintegrado como fundador e retornou do exílio em 1965, todas as acusações já haviam sido consideradas pela Igreja e consideradas insuficientemente fundamentadas para uma acusação formal.
Poucos dias após os relatórios e respostas, o postulador da causa de Kentenich e os principais representantes de Schoenstatt se encontraram com o Bispo Stephan Ackermann, da Diocese de Trier. O resultado foi o anúncio de uma comissão independente de historiadores, organizada pela diocese, para revisar o processo de beatificação de Kentenich. Também será tarefa da comissão "conciliar o material recém-descoberto com o que já foi coletado e avaliado de outros arquivos pela comissão anterior". Ao final do trabalho, a comissão "redigirá um relatório no qual também será feita uma declaração sobre a personalidade e a espiritualidade do Padre Josef Kentenich, conforme retratadas nos documentos coletados".
Reagindo ao anúncio, o Padre Juan Pablo Catoggio (presidente internacional do Movimento de Schoenstatt) emitiu um comunicado dirigido à “Família de Schoenstatt no mundo”, afirmando que “acolhemos muito esta decisão do bispo”, pois desta forma “podem ser esclarecidas as questões relativas à pessoa e à ação do Padre Kentenich”.
O Padre Eduardo Aguirre, postulador da causa de beatificação de Kentenich, destacou que Kentenich não foi formalmente acusado pelo Santo Ofício, em nenhum momento antes, durante ou depois do exílio, por conduta imoral de qualquer natureza, incluindo a menção de má conduta sexual ou desvio de qualquer tipo. Aguirre afirma que "qualquer afirmação em contrário é simplesmente falsa".
Em 3 de maio de 2022, o Bispo de Trier anunciou que o processo de santidade de Kentenich havia sido suspenso devido às alegações de abuso.